# Іммануїл Кант
Іммануї́л Кант (нім. Immanuel Kant; 1724, Кенігсберг — 1804, Кенігсберг, Німеччина) — німецький філософ, родоначальник німецької класичної філософії. У своїх численних роботах стверджував, зокрема, що умова пізнання — загальнозначимі апріорні форми, що упорядковують хаос відчуттів. Ідеї Бога, волі, безсмертя, недовідні теоретично, є, однак, постулатами «практичного розуму», необхідною передумовою моральності. Центральний принцип етики Канта — категоричний імператив.

## Біографія
Іммануїл Кант народився 22 квітня 1724 року в східній частині Прусського королівства, у м. Кенігсберг. У своїх спогадах про батьків Кант писав: 
| «Мої батьки, вихідці зі стану ремісників, були людьми зразкової чесності, моральної благопристойності і порядності, не залишивши спадщини (але також і боргів), дали мені виховання, яке, якщо дивитися на нього з морального боку, не могло бути кращим і за яке я, при кожнім спогаді про рідних, відчуваю безмірну вдячність». |
У 1740 році Іммануїл став студентом теологічного факультету Кенігсберзького університету, куди він вступив за наполяганням батьків. Але найбільше його цікавили природознавство, філософія, математика.
З 1746 по 1755 рік, після закінчення університету, він служив домашнім вчителем. І тільки в 1755 році Кант почав викладати в рідному університеті, хоча це було не дуже легко. Відповідно до правил, йому довелося захистити три дисертації протягом двох років. Перша дисертація надавала право на викладацьку діяльність, друга — на одержання звання приват-доцента. А третя — право на заняття посади екстраординарного професора, яку він одержав тільки в 1770 році. Починаючи з 1755 року Кант читав курс з логіки аж 55 (54) разів, де також обговорювалась естетика. Естетична тематика інкорпорована також у курс антропології, що був розпочатий у зимовий семестр 1772-1773 рр.
Під час Семирічної війни з 1758 по 1762 рік Кенігсберг перебував під юрисдикцією російського уряду. У складі Російської імперії з'явилася нова адміністративна одиниця, і 24 січня 1758 року місто присягало на вірність російській імператриці Єлизаветі. Разом із викладачами університету приніс присягу й Кант. Незважаючи на війну, заняття в Кенігсберзькому університеті не переривалися. Навпаки, до звичайних лекцій додалися ще і заняття з російськими офіцерами. Кант читав для росіян лекції про фортифікацію та піротехніку.
Період російської окупації був найменш продуктивним у творчості Канта: за всі роки панування Російської імперії над Східною Пруссією з-під пера філософа вийшли лише кілька есе, присвячених землетрусам. Відразу ж після звільнення Східної Пруссії з-під російської окупації Кант видав цілу серію робіт. Згодом він заявляв: «Росіяни — наші головні вороги».
З 1786 року Кант займає посаду ректора університету, а в 1788 році переобирається на другий термін.
Особисте життя Канта склалося вкрай нудно і монотонно. Він ніколи не був одружений, ніколи не виїжджав за межі рідного міста, спілкувався тільки з друзями та своїми учнями, ніколи не зраджував своїм ще зі студентських років заведеним звичкам, підкоряючи всю свою діяльність суворому незмінному розпорядку. З 1747 по 1751 роки прожив біля Кенігсберга в будинку, який зберігся досі. Улюблена приказка Канта: «Жити треба головним чином для того, щоб працювати». І коли за станом здоров'я у 1797 році він був вимушений відмовитись від читання лекцій, а через декілька років і займатися науковою діяльністю, йому життя почало здаватися тягарем. Як стверджують біографи Канта, 12 лютого 1804 року з почуттям полегшення і ледь не із задоволенням великий філософ пішов з цього світу.
Залишена Кантом спадщина понад двісті років вважається початком тих процесів, які згодом змінили увесь світ. Його критична філософія стала основою природничо-наукового матеріалізму. Хоча в зрілішому віці він дійшов висновку, що для пояснення процесів життя тільки цього, як він називав — механістичного уявлення, недостатньо, але його теорія вже стала жити незалежним життям.

## Основні філософські ідеї Іммануїла Канта
Філософію Канта поділяють на два періоди — докритичний (до початку 70-х років XVIII ст.) і критичний, коли Кант розпочав досліджувати обмеження розуму. Результати своїх досліджень він виклав у своїх відомих працях: «Критика чистого розуму», «Критика практичного розуму», «Критика судження» і багатьох інших.

### Докритичний період
В «докритичний» період Кант виступав як впливовий вчений, теоретик, природодослідник. У цей період він визнавав можливість об'єктивного існування речей поза свідомістю людини. Опублікував свою визначну роботу «Загальна природна історія і теорія неба» (1755), в якій обґрунтував гіпотезу про природне походження сонячної системи. Зробив важливе відкриття про гравітаційну взаємодію Місяця і Землі, яка впливає на швидкість їхнього обертання, про сповільнення обертання Землі внаслідок тертя, викликаного припливами і відпливами. Всі ці ідеї Канта стали основою для нового погляду на світ як на рухливий, змінний, суперечливий. Це відіграло важливу роль у формуванні діалектики.
Таким чином, у «докритичний період» вченню Канта були притаманні елементи матеріалізму і діалектики, а саме: визнання ним об'єктивного, реального існування природи (концепція природної історії Сонячної системи); дії відцентрових і доцентрових сил, притягання і відштовхування; визнання фундаментального положення матеріалістичної філософії про те, що речі існують поза нашою свідомістю і що уявлення про них ми маємо завдяки відчуттям, які є джерелом знань.
Визначальним для цього періоду є робота над проблемами природознавства та математики, викладання природничо-наукових дисциплін. Астрономія, математика, фізика, антропологія, фізична географія (вперше ним введена як навчальна дисципліна), мінералогія — такий неповний перелік галузей знання, які його цікавили.
У своїх природонаукових дослідженнях Кант перебував під впливом ньютонівської концепції всесвітнього тяжіння (розробив пояснення явищ припливів та відпливів на основі визначення присутності відштовхувальних сил, дії сил на відстані) та еволюційної концепції Жоржа-Луї Бюффона, його ідеї закономірної зміни природних тіл та явищ у часі. Кант виступає як натураліст-спостерігач, обґрунтовує необхідність того, щоб в природознавстві все було пояснено природним чином. У роботах цього періоду було поставлене питання про розвиток у природі. Зокрема, в роботі «Всезагальна природна історія та теорія неба» (1775) була розвинена космогонічна гіпотеза, в якій на основі законів механіки пояснювалось, яким чином виникла сонячна система, які етапи вона пройшла. Надалі ця гіпотеза отримала назву теорія Канта-Лапласа, яка сприяла становленню історичного (еволюційного) підходу в природознавстві.
У працях «докритичного» періоду Кант перебуває під впливом раціоналістичної філософії Лейбніца. Він дотримується погляду, згідно з яким зв'язок між причинами і наслідками подій не відрізняється від логічного зв'язку між підставою та наслідком. Однак поступово Кант відмовляється від такої позиції під впливом філософії Юма. Для пояснення явищ природи Кант впроваджує телеологічний (цілепокладання) принцип. Кант починає визнавати, що зв'язок між причиною і дією має емпіричний характер (факт буття), а не характер логічного висновку. Тому логіки недостатньо для обґрунтування природознавства. Разом із цим Кант залишається на позиціях раціоналізму і наголошує, що наука (математика, природознавство), яка складається з положень загальних і необхідних, не може мати своїм джерелом досвід, який завжди є обмеженим, а тому не може бути підставою для універсальних узагальнень. Водночас джерелом для таких знань не може бути і розум сам по собі. А такі знання існують незалежно від того, що ми не здатні пояснити їхнє виникнення.
У своїх працях «Про хибні тонкощі чотирьох фігур силогізмів», «Досвід залучення до філософії поняття від'ємних величин» Кант узагальнив свої міркування висновком, що джерелом незалежних від досвіду (таких, що існують до досвіду) достовірних знань може бути форма чуттєвості та розсуду, апріорна форма.

### Критичний період
У «критичний період» творчість Канта набуває іншого ґатунку. Він фактично став на шлях заперечення пізнання речей, їхньої сутності. В цей період Кант публікує ряд праць таких, як «Критика чистого розуму» (1781), «Критика практичного розуму» (1788), «Критика здатності суджень» (1790).
Головна ідея цих творів — це «критика» теорії пізнання, теза про те, що людина перш ніж з'ясувати сутність речей повинна встановити межі своїх пізнавальних можливостей; що вона зможе пізнати, а що не зможе.
Вже в цьому містився сумнів Канта стосовно можливості самого пізнання. Це, можна сказати, перша цеглина в Кантову теорію незнання. Це — перший елемент агностицизму. Агностицизм (від грец. а — не, gnosis — знання) — вчення, яке повністю чи частково заперечує можливість пізнання світу.
Кант вимагав здійснювати пізнання теоретично, а не в процесі практичної діяльності. Гегель у зв'язку з цим писав, що Кант подібний до людини, яка бажає навчитися плавати до того, як вона ввійде у воду.
Другий елемент агностицизму Канта — це розміркування про несхожість, неідентичність самого предмету і його образу.
Предмети природи, за Кантом, розташовані поза нашою свідомістю, незалежно від неї. Але образи їх, що виникають у нашій свідомості, не схожі, не ідентичні з предметами, так само як дим не схожий на вогонь, як крик, викликаний болем, на сам біль.
Третій елемент агностицизму Канта — це уявлення про категорії мислення як «чисті», апріорні, дані до досвіду форми пізнання. Апріорі (лат. a priori — первісно) — термін ідеалістичної філософії, яким позначаються знання, отримані від душі і незалежно від неї, і які споконвічно притаманні свідомості. Так, Кант стверджував, що такі категорії як простір і час є апріорними формами пізнання.
Більше того, за вченням Канта, всі категорії трансцендентальної логіки є «чистими», апріорними, позбавленими «домішок» досвіду, практики. Трансцендентальним (від лат. transcendere — переступати) є все те, що виходить, переступає за межі чуттєвого досвіду, не дається в ньому, тобто є апріорним.
Апостеріорі (від лат. a posteriori — з наступного) — термін, що на відміну від апріорі, означає знання, отримане в результаті досвіду, практичної діяльності.
Четвертий елемент агностицизму Канта — це розрив діалектичного зв'язку між сутністю і явищем, встановлення принципової відмінності між ними. Кант вважав, що сутність є «річчю в собі» і її пізнати неможливо, що людина здатна пізнати лише явища. Однак з точки зору діалектики, між явищем і сутністю немає принципової межі, а є лише відмінність між тим, що пізнано і тим, що ще не пізнано. Коли ми пізнаємо явище, то так чи інакше одночасно пізнаємо і його сутність. Сутність таким чином з'являється, а явище дає уявлення про сутність. Інакше бути не може.
Кант — філософ суперечливий, непослідовний. З одного боку, він глибокий вчений-природодослідник, котрий здійснив ряд важливих відкриттів, був близький до матеріалізму і, з іншого боку, став родоначальником класичного агностицизму, фактично став на шлях заперечення пізнання. З одного боку, все багатство реального світу Кант втиснув у свої 12 апріорних категорій загальної логіки і вважав їх вічними, незмінними, нерухливими, які за жодних обставин не переходять одна в одну. З іншого боку, розглядаючи так звані антиномії «чистого розуму», розкрив глибоку діалектику взаємозв'язку, категорій скінченного і безкінечного, простого і складного, причини і наслідку, свободи і необхідності. Антиномія (грец. — суперечність в законі) — нездоланна суперечність, утруднення. Що це за антиномії «чистого розуму»?
Кант у своїй праці «Критика чистого розуму» розглядає чотири такі антиномії:

1. Світ має початок в часі і просторі. Світ не має початку і в часі, і в просторі.

2. Будь-яка складна річ складається з простих частин. У світі немає нічого простого.

3. Все у світі відбувається за необхідністю. Однак цього не досить для пояснення усіх явищ. Бо у світі є дії, які здійснюються без необхідності, вільно. «Існує свободна причинність. Немає ніякої свободи, все здійснюється у світі тільки за законами природи».

4. У світі є необхідна сутність як його причина. Немає ніякої абсолютно необхідної сутності у світі, ні поза ним.
Тобто, Кант звернув увагу на суперечності «чистого розуму», які, на його думку, є нерозв'язними, антиномічними. Іншими словами «чистий розум» може довести першу частину антиномії і спростувати другу та навпаки, може довести другу і спростувати першу.
Це вчення Канта про антиномії «чистого розуму» відіграло важливу роль у розвитку діалектики.
Позитивним у вченні Канта було уявлення про роль антагонізмів у суспільному розвитку і про необхідність вічного миру, якого можна досягти через взаєморозуміння між народами, міжнародну торгівлю, співробітництво, врахування взаємних інтересів, невтручання в внутрішні справи держав, статус-кво кордонів тощо.
Інтерес представляють і розміркування Канта про моральний закон (категоричний імператив), про людину, яку не можна розглядати як засіб для досягнення будь-якої мети, бо вона сама є такою метою. Ці думки Канта, безперечно, є одним з досягнень німецької класичної філософії.

Кант — дуаліст. З одного боку, він визнавав, що матеріальні речі існують самі по собі, об'єктивно і відображаються нашими відчуттями. З іншого боку, він вважав, що вони є «речами в собі», тобто непізнаванними.

Далі. Заперечуючи Бога, як архітектора Всесвіту, Кант разом із тим стверджував, що Божественний Дух створив необхідні передумови для наступного розвитку природи; що є вище, розумне начало, творець світової доцільності і гармонії. У зв'язку з цим він прагнув обмежити науку, щоб зберегти релігію. Кант писав: 
|  | Я повинен потіснити знання, щоб надати місце вірі. |

Таким чином, основною рисою філософії Канта є її двоїстість, поєднання в одній системі різнорідних, протилежних філософських напрямків. Основна суперечність філософського вчення Канта — це невідповідність між визнанням ним існування речей, явищ природи поза свідомістю людини і запереченням їхнього пізнання (речі — об'єктивні, але непізнаванні).

## Природничі інтереси Канта
|  | Дві речі наповнюють душу все новим та зростаючим захопленням і благоговінням, щочастіше і щотриваліше я про них розмірковую: зоряне небо наді мною і моральний закон в мені. Оригінальний текст (нім.) [Zwei Dinge erfüllen das Gemüt mit immer neuer und zunehmender Bewunderung und Ehrfurcht, je öfter und anhaltender sich das Nachdenken damit beschäftigt: Der bestirnte Himmel über mir, und das moralische Gesetz in mir. - Immanuel Kant, Kritik der praktischen Vernunft, Beschluß] Помилка: {{Lang}}: текст вже має курсивний шрифт (допомога) |

Перший період творчості Канта (до кінця 1760) характеризується переважанням природничо-наукових інтересів. У 1754 у статті «Дослідження питання, чи зазнала Земля у своєму обертанні навколо осі, завдяки якому відбувається зміна дня і ночі, певних змін із часу свого виникнення» розглянув систему Земля — Місяць і зробив висновок про те, що припливне тертя повинно уповільнити обертання Землі навколо осі. У праці «Загальна природна історія та теорія неба» (1755) виклав свою космогонічну гіпотезу, відповідно до якої планети і Сонце виникли із хмари розсіяної матерії, що займала колись весь простір Сонячної системи. Частинки цієї хмари стикалися одна з одною, що в врешті решт призвело до її ущільнення і впорядкованого обертального руху навколо центрального згущення, з якого згодом утворилося Сонце. Надалі сталася фрагментація матерії, що оберталася навколо Сонця, на окремі згустки, з яких утворилися планети. Гіпотеза Канта здійснила прорив у поширеному раніше традиційному погляді на природу, де виключалася ідея розвитку. Через 50 років після Канта аналогічна гіпотеза була висловлена П. С. Лапласом, який залучив для її обґрунтування нові дані фізики і механіки. Погляди обох вчених часто викладаються як єдина гіпотеза Канта — Лапласа. Ця гіпотеза здійснила великий вплив на весь подальший розвиток природознавства, вона стала перехідним етапом від метафізичного світогляду до еволюційного. Сучасні космогонічні гіпотези у загальних рисах використовують ідеї Канта і Лапласа, докладніше описуючи процеси зіткнення частинок з урахуванням переходу механічної енергії в теплову і впливу електромагнітних полів у міжзоряному середовищі. Канту належать здогади, котрі згодом підтвердилися, про існування Великої системи галактик («Чумацьких шляхів»), а також про роль відштовхувальних сил у космосі поряд із силами тяжіння.

### Теорія побудови всесвіту Канта
У книзі за назвою «Загальна природна історія і теорія неба» Кант виклав свої думки про утворення всесвіту, сонячної системи, планет, зірок, і вперше продемонстрував основні положення свого уявлення про процеси, що відтворюють життя і, як кульмінацію загального розвитку — зародження людини. Передбачаючи можливість різночитання свого викладу, автор заздалегідь зумовлює загальні підходи до своєї теорії.
Основоположний момент аналізу теорії можна прийняти, як «усе залежить від усього». Усі світові структури, і кожна окремо, утворюють загальну систему, яка утримується обумовленими взаємозв'язками, що розглядаються як фізичні, у визначенні Канта — механістичні, явища. Крім того, теорія розглядає світ, що складається з матеріальних часток, котрі визначаються як «різного роду елементи». Усі ці елементи знаходяться в постійному русі. Рух кожного елемента взаємно узгоджений.
Початковий простір був повністю заповнений матерією, «достатньою мірою здатною передавати рух усім небесним тілам, які знаходяться в ній, узгоджуючи його зі своїм власним рухом і, як наслідок, узгоджуючи між собою всі рухи».
На його думку, всі речовини, з яких складаються небесні тіла нашої сонячної системи, тобто всі планети і комети, були спочатку розкладені на свої первинні частини і заповнювали весь світовий простір, якому нині повертаються ці вже сформовані тіла. У той час усе не мало форми.
Хоча безпосередньо після створення вся матерія знаходилась в стані хаосу, але завдяки тому, що кожна первинна частина матерії має внутрішнє «прагнення піднятися до більш удосконалого влаштування шляхом природного розвитку», відбувається упорядкування світових структур.
У заповненому таким чином просторі загальний спокій триває тільки мить. Елементи, яким властиві сили для приведення один одного до руху, мають джерело життя в самих собі.
Таким чином — «матерія із самого початку прагне утворювати форми». Тому ж відразу починають відтворюватися різного роду згустки. Але внаслідок взаємодії сил тяжіння і відштовхування виникають «потужні вихори часток, з яких кожна сама по собі описує криві лінії, що пояснюється спільною дією сили тяжіння і сили обертання». Утворювані згустки речовини складають матеріальні тіла, які в свою чергу складають світи різного порядку:
- перший порядок матеріальних структур — первинні елементи.
- другий — частки речовини, з яких складаються планети.
- третій — сонячна система, яка поєднує центральне світило і планети, які обертаються навколо нього зі своїми супутниками і комети.
- четвертий — системи багатьох зірок. «Усі нерухомі зірки, як ми знаємо, розташовані біля певної загальної площини і завдяки цьому утворюють одне зв'язане ціле, світ світів».

Вищий порядок світів утворюють безліч зоряних систем. «Ми бачимо, що в нескінченній далечині, існує ще багато таких зоряних систем і що весь безмежний Всесвіт має характер системи, і частини її знаходяться у взаємному зв'язку».
Але і на цій межі не закінчується система улаштування світу Канта: «Можливо було припустити, що і ці світи вищого порядку в якийсь спосіб зв'язані один з одним і завдяки цьому взаємному зв'язку у свою чергу створюють ще більш неосяжну систему».
Слід зазначити, що загальноприйнята в наш час назва Галактика, в той час ще не застосовувалась. Використовувалася назва «світлові плями». Але Кант вже пояснює їх побудову, як складену з безлічі зірок, і визначає їм місце в загальній ієрархії космічних процесів, називаючи «зоряними туманностями». Та й самі зірки, що вважалися нерухомими, у його теорії рухаються визначеними орбітами. Але «рухаються вони надзвичайно повільно внаслідок великої віддаленості від загального центру їх обертання». В такий же спосіб визначає він місце і нашої сонячної системи в зоряному світі, відносячи її, як звичайну зоряну систему, до Чумацького шляху.
У цій системі світовий порядок підтримується взаємними зв'язками, які визначаються рухом первинних елементів. В наш час прийнята інша назва — поля, що, звичайно не обмежуються тільки полем ньютонівського тяжіння. Хоча і Кант припускав існування інших визначальних взаємозв'язків.
Джерело утворення планет не можна шукати в одному тільки ньютонівському тяжінні. Для настільки тонких часток це тяжіння було б занадто повільним і слабким. Скоріше можна сказати, що в цьому просторі первісне утворення походить від зближення деяких елементів, що з'єднуються за звичайними законами зв'язку, поки виниклий таким чином згусток поступово не зросте настільки, що ньютонівська сила тяжіння стане здатною в ньому все більше і більше збільшувати це тіло, діючи на відстані.
Кант припускав, що при утворенні космічних тіл відбулося сепарування згустків речовини, в результаті чого щільніші з них зібралися ближче до центру обертання. Тому комети, що підлітають до сонця з далеких окраїн, відрізняються за складом від центральних планет.
Частки комет належать до найбільш легкого виду, імовірніше, тому, що комети утворюються в віддаленіших пунктах світобудови, і немає сумніву, що саме цим головним чином пояснюється поява у комет примарних ядер і хвостів, що відрізняє їх від інших небесних тіл.
У той же час у баченні Канта є i хибні висновки, на кшталт:
Але якщо Сонце або сонця взагалі — вогненні кулі, то звідси випливає перша властивість їхньої поверхні, яка полягає в тому, що на ній повинно бути повітря, тому що без повітря ніякий вогонь не горить.[джерело?]
Творчість Імануїла Канта і зараз у деяких аспектах залишається неперевершеним логічним зображенням суті процесів, до уявлення яких ми тільки підійшли. Тут необхідно відзначити, що всі його праці пронизані оптимізмом, любов'ю до людини і вірою в її Божественне призначення. У своїх наступних працях Кант ще багато разів повернеться до великої ідеї Божественного початку. І, незважаючи на механістичність пропонованих теорій, його виклад ніяк не входить у суперечність з діяннями Творця. Нескінченний ряд майбутніх віків, що робить вічність невичерпною, цілком оживить усю сферу Божественної присутності і поступово внесе в неї закономірність, що відповідає досконалості Божественного задуму. Але це вже не данина своїй епосі. Це тверде переконання про зв'язок об'єктивної реальності нашого світу з Божественним, котра, на жаль, поки ще не дана нам у відчуття. У пізніших своїх працях, Кант викладає свої думки більш виразно, як існуючий зв'язок матеріального і духовного планів.

## Естетика Канта
У Канта термін «естетичне» використовується у значенні «чуттєве». Але ці поняття не зводяться в нього одне до одного. По-перше, Кант розрізняє емпіричні відчуття (чуттєве сприйняття, відчуття) та естетичні почуття. По-друге, поняття «естетичного» у Канта має, на відміну від першого, предикати всезагальності та необхідності. Проте в цих різних значеннях чуттєвого є й спільний момент, так що не випадково вони мають спільну назву: і емпірична чуттєвість, і естетичні почуття є деякими модифікаціями стану суб'єкта.
Інтерес Канта до проблеми прекрасного зростав не з бажання подолати труднощі, які поставали у сфері естетики як філософії мистецтва, а швидше від бажання розв'язати ряд проблем, що виникали в самій філософії, а саме проблему об'єднання її різних сфер — теоретичної та практичної. У першій сфері досвід об'єктивно визначається згідно з універсальними та постійними законами (царство абсолютної необхідності наукового знання). У другій сфері досвід заснований на безумовному та абсолютному законові, який не залежить від жодних феноменальних відносин і має своїм законом не необхідність останніх, а свободу. Природний детермінізм як передумова наукового пізнання та свобода як передумова моральнісної діяльності є автономними сферами.
Але проголосивши цю основну принципову відмінність, без якої затьмарюється дійсність науки та самостійна роль моральності, Кант мав би наголосити, що вона не може бути представлена як розмежування принципового характеру. Бо не лише теоретичний досвід закінчується у самому собі (більш того, його власний розвиток спрямовує нас до його власного обмеження — до сфери чистого розуму), а й акт чистого розуму, моральнісний закон потребує своєї власної реалізації у сфері чуттєвого. Тому «повинні існувати засади єдності понадчуттєвого, які лежать у основі природи, з тим, що практично містить у собі поняття свободи».
Дослідження того, як можливо у філософії мислити таку основу єдності понадчуттєвого з тим, що містить у собі поняття свободи, — мислити не у теоретичних поняттях, а в особливій функції судження, і складає завдання «Критики здатності судження». Таким чином, Кант прийшов до естетики як філософ, окресливши важливі проблеми естетики й теорії мистецтва та запропонувавши їх рішення. Проблема філософії як системи приводить його до відкриття особливої сфери питань естетики. Естетика, що була задумана як ланцюжок між світом свободи та природи, перетворюється в Канта у спеціальну філософську науку.
Естетика Канта, з точки зору побудови системи, спирається на загальний фундамент критичної думки, бере свої проблеми та зміст із пошуків та аналізу сфери естетики у XVIII ст. Ренесансна естетика розглядає мистецтво як об'єктивну реальність культури. Потім відбувається зміщення об'єкта естетичного розгляду. Залишивши сферу дослідження структури об'єктивності мистецтва, закономірності якої вона намагалася встановити, виходячи із загальнораціоналістичної позиції, естетична думка звертається до аналізу суб'єктивної оцінки самого мистецтва, і ця оцінка виступає не як результат методичної критики згідно з певними принципами, а як неопосередкований спонтанний акт духу. Так, Т. Любо «під впливом барочного мистецтва почне наголошувати на превалентній ролі в мистецтві емотивного елемента і вважати збудження та напругу почуттів основною причиною, яка спонукає до висловлення естетичної оцінки». Остання залежить від «шостого чуття», яке нібито безпосередньо оцінює емоційну дію певного образу. Це чуття природне та притаманне всім людям, хоча його оцінки можуть змінюватися залежно від епохи, суспільства та змін в емоційному стані, тобто духовної конституції самих людей. Таким чином, виникає проблема смаку, тобто питання про те, як примирити притаманну останньому суб'єктивність з його претензією на всезагальність, від якого залежить можливість вироблення постійного критерію для оцінки мистецтва та обґрунтування всезагальності естетичного почуття.

## Вшанування пам'яті
У місті Суми є вулиця Канта.

## Праці
- Gedanken von der wahren Schätzung der lebendigen Kräfte (1746)
- Untersuchung der Frage, ob die Erde in ihrer Umdrehung um die Achse, wodurch sie die Abwechselung des Tages und der Nacht hervorbringt, einige Veränderung seit den ersten Zeiten ihres Ursprungs erlitten habe und woraus man sich ihrer versichern könne, welche von der Königl. Akademie der Wissenschaften zu Berlin zum Preise für das jetztlaufende Jahr aufgegeben worden (1754)
- Die Frage, ob die Erde veralte, physikalisch erwogen (1754)
- Allgemeine Naturgeschichte und Theorie des Himmels (1755)
- Meditationum quarundam de igne succincta delineatio (1755) [oft kurz als De igne bezeichnet, Dissertation]
- Principiorum primorum cognitionis metaphysicae nova dilucidatio (1755) [dt.:Neue Erhellung der ersten Grundsätze metaphysischer Erkenntnisse, oft kurz als Nova dilucidatio]
- Von den Ursachen der Erderschütterungen bei Gelegenheit des Unglücks, welches die westliche Länder von Europa gegen das Ende des vorigen Jahres betroffen hat (1756)
- Geschichte und Naturbeschreibung der merkwürdigsten Vorfälle des Erdbebens, welches an dem Ende des 1755sten Jahres einen großen Theil der Erde erschüttert hat (1756)
- Fortgesetzte Betrachtung der seit einiger Zeit wahrgenommenen Erderschütterungen (1756)
- Metaphysicae cum geometria iunctae usus in philosophia naturalis, cuius specimen I. continet monadologiam physicam (1756) [Dissertation, oft kurz «Physische Monadologie» genannt]
- Neue Anmerkungen zur Erläuterung der Theorie der Winde (1756)
- Entwurf und Ankündigung eines Collegii der physischen Geographie nebst dem Anhange einer kurzen Betrachtung über die Frage: Ob die Westwinde in unsern Gegenden darum feucht seien, weil sie über ein großes Meer streichen (1757)
- Neuer Lehrbegriff der Bewegung und Ruhe und der damit verknüpften Folgerungen in den ersten Gründen der Naturwissenschaft (1758)
- Versuch einiger Betrachtungen über den Optimismus (1759)
- Gedanken bei dem frühzeitigen Ableben des Herrn Johann Friedrich von Funk (1760)
- Die falsche Spitzfindigkeit der vier syllogistischen Figuren (1762)
- Der einzig mögliche Beweisgrund zu einer Demonstration des Daseins Gottes (1763)
- Versuch, den Begriff der negativen Größen in der Weltweisheit einzuführen (1763)
- Beobachtungen über das Gefühl des Schönen und Erhabenen (1764)
- Versuch über die Krankheiten des Kopfes (1764)
- Untersuchung über die Deutlichkeit der Grundsätze der natürlichen Theologie und der Moral (1764)
- Recension von Silberschlags Schrift: Theorie der am 23. Juli 1762 erschienenen Feuerkugel (1764)
- Nachricht von der Einrichtung seiner Vorlesungen in dem Winterhalbenjahre von 1765—1766 (1765)
- Träume eines Geistersehers, erläutert durch Träume der Metaphysik (1766)
- Von dem ersten Grunde des Unterschiedes der Gegenden im Raume (1768)
- De mundi sensibilis atque intelligibilis forma et principiis (1770) [Inaugural-Dissertation, dt.: Über die Form und die Prinzipien der sinnlichen und der Verstandeswelt]
- Recension von Moscatis Schrift: Von dem körperlichen wesentlichen Unterschiede zwischen der Structur der Thiere und Menschen (1771)
- Über die verschiedenen Racen der Menschen (1775)
- Aufsätze, das Philanthropin betreffend (1776—1777)
- Kritik der reinen Vernunft, 1. Auflage. (1781) [Oft als KdrV A]
- Anzeige des Lambert'schen Briefwechsels (1782)
- Nachricht an Ärzte (1782)
- Prolegomena zu einer jeden künftigen Metaphysik, die als Wissenschaft wird auftreten können (1783)
- Recension von Schulz's Versuch einer Anleitung zur Sittenlehre für alle Menschen, ohne Unterschied der Religion, nebst einem Anhange von den Todesstrafen (1783)
- Idee zu einer allgemeinen Geschichte in weltbürgerlicher Absicht (1784)
- Beantwortung der Frage: Was ist Aufklärung (1784)
- Recensionen von J.G.Herders Ideen zur Philosophie der Geschichte der Menschheit. Theil 1. 2. (1785)
- Über die Vulkane im Monde (1785)
- Von der Unrechtmäßigkeit des Büchernachdrucks (1785)
- Bestimmung des Begriffs der Menschenrace (1785)
- Grundlegung zur Metaphysik der Sitten (1785)
- Metaphysische Anfangsgründe der Naturwissenschaft (1786)
- Mutmaßlicher Anfang der Menschengeschichte (1786)
- Recension von Gottlieb Huseland's Versuch über den Grundsatz des Naturrechts (1786)
- Was heißt: sich im Denken orientieren? (1786)
- Einige Bemerkungen zu L. H. Jakob's Prüfung der Mendelssohn'schen Morgenstunden
- Kritik der reinen Vernunft, 2., erweiterte und überarbeitete Auflage. (1787) [Oft als KdrV B]
- Über den Gebrauch teleologischer Prinzipien in der Philosophie (1788)
- Kritik der praktischen Vernunft (1788)
- Kraus' Recension von Ulrich's Eleutheriologie (1788)
- Kritik der Urteilskraft (1790)
- Über eine Entdeckung, nach der alle neue Kritik der reinen Vernunft durch eine ältere entbehrlich gemacht werden soll (1790) [kurz oft als Streitschrift gegen Eberhardt]
- Über das Mißlingen aller philosophischen Versuche in der Theodicee (1791)
- Die Religion innerhalb der Grenzen der bloßen Vernunft (1793)
- Über den Gemeinspruch: Das mag in der Theorie richtig sein, taugt aber nicht für die Praxis (1793)
- Das Ende aller Dinge (1794)
- Etwas über den Einfluß des Mondes auf die Witterung (1794)
- Zum ewigen Frieden. Ein philosophischer Entwurf (1795)
- Von einem neuerdings erhobenem vornehmen Ton in der Philosophie (1796)
- Ausgleichung eines auf Mißverstand beruhenden mathematischen Streits (1796)
- Verkündigung des nahen Abschlusses eines Tractats zum ewigen Frieden in der Philosophie (1796)
- Die Metaphysik der Sitten (1797)
- Über ein vermeintes Recht aus Menschenliebe zu lügen (1797)
- Der Streit der Fakultäten (1798)
- Über die Buchmacherei (1798)
- Anthropologie in pragmatischer Hinsicht (1798)
- Vorrede zu Reinhold Bernhard Jachmanns Prüfung der Kantischen Religionsphilosophie (1800)
- Nachschrift zu Christian Gottlieb Mielckes Littauisch-deutschem und deutsch-littauischem Wörterbuch (1800)
- Immanuel Kants Logik [ediert und herausgegeben von Gottlob Benjamin Jäsche nach Vorlesungsskripten und Notizen, oft als Jäsche-Logik bezeichnet] (1800)
- Physische Geographie [ediert und herausgegeben von Friedrich Theodor Rink nach Kants Vorlesungsmaterialien] (1802)
- Über die Pädagogik [ediert und herausgegeben von Friedrich Theodor Rink nach Kants Vorlesungsmaterialien] (1803)

### Переклади українською
- Іммануїл Кант. Пролегомена до кожної майбутньої метафізики, яка могтиме виступати як наука. Переклад з німецької: Іван Мірчук. Львів: вид. «Неділя». 1930
- Іммануїл Кант. Критика чистого розуму. Переклад з німецької Ігоря Бурковського. Київ: Юніверс, 2000. 504 с. ISBN 966-7305-32-5 (Chtyvo.org [Архівовано 9 вересня 2018 у Wayback Machine.])
- Іммануїл Кант. Відповідь на питання: що таке просвітництво? // «Всесвіт» (Київ). — 1989. — № 4. — Стор. 135—138.
- Іммануїл Кант. Відповідь на запитання: Що таке Просвітництво?[1]. Переклад з німецької: Олег Фешовець. Івано-Франківськ: Лілея-НВ, 2003. 7 стор. ISBN ISBN 966-668-016-5 (Chtyvo.org)
- Іммануїл Кант. Критика практичного розуму. Переклад з німецької : Ігор Бурковський. Київ: Юніверс, 2004. 240 с.[2] ISBN 966-8118-06-5
- Іммануїл Кант. Рефлексії до критики чистого розуму. Переклад з німецької й латини: Ігор Бурковський. Київ: Юніверс, 2004. 464 с. ISBN 966-7305-96-1
- Іммануїл Кант. Пролеґомени до кожної майбутньої метафізики, яка зможе виступати як наука / Перекл. Іван Мірчук, ред. Микола Шафовал. — Мюнхен : Український Вільний Університет, 2004. — 324 с.
- Іммануїл Кант. Пролегомени до кожної майбутньої метафізики, яка може постати як наука. Переклад з німецької Віталій Терлецький. Київ: ППС-2002, 2005. 178 с. ISBN 966-96471-1-8[3] (КНУ імені Тараса Шевченка)
- (передрук) Імануель Кант. Пролегомени до кожної майбутньої метафізики, яка може постати як наука. Переклад з німецької Віталій Терлецький. Харків: Фоліо, 2018. 288 с. ISBN 978-966-03-8074-5
- Іммануїл Кант. Естетика. Переклад з німецької Богдана Гавришківа. Львів: Аверс, 2007. 360 с. ISBN 966-8386-50-7
- Імануель Кант. Критика сили судження / пер. Віталій Терлецький. Київ, Темпора, 2022. 906 с.
- Відповідь на питання: що таке просвітництво? // «Всесвіт» (Київ). — 1989. — № 4. — Стор. 135—138. [Архівовано 3 вересня 2021 у Wayback Machine.]
- Критика практичного розуму. — Київ: Юніверс, 2004. — 240 с. [Архівовано 25 лютого 2010 у Wayback Machine.]
- Пролегомени до кожної майбутньої метафізики, яка може постати як наука. — Київ: ППС-2002, 2005. — 178 с. [Архівовано 31 серпня 2009 у Wayback Machine.]
- Рефлексії до критики чистого розуму. — Київ: Юніверс, 2004. — 464 с. [Архівовано 25 лютого 2010 у Wayback Machine.]
- Іммануїл Кант, Твори в 6 томах, вид. 1963—1966. (рос.), в бібліотеці Теологіка [Архівовано 5 березня 2022 у Wayback Machine.]